# Catherine Gaskin

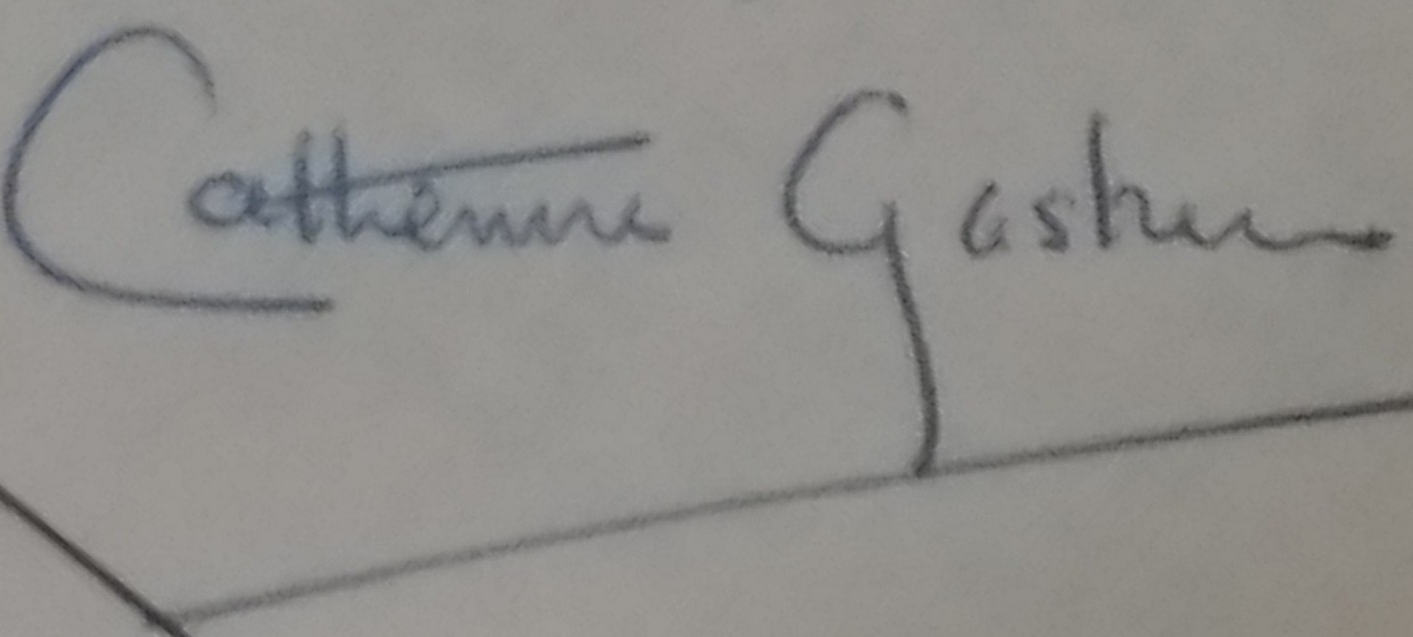
Unterschrift von Catherine Gaskin

Catherine Gaskin Cornberg (* 2. April 1929 in Dundalk Bay, Irland; † 6. September 2009 in Sydney, Australien) war eine irische Schriftstellerin. Sie schrieb 21 Romane, die sich weltweit über 40 Millionen Mal verkauften.

## Leben
Catherine Gaskin wurde als jüngstes von sechs Kindern von James Gaskin und Mary Harrington geboren. Im Alter von drei Monaten siedelte die Familie nach Australien über, wo Gaskin in Coogee, einem Vorort von Sydney aufwuchs. Sie besuchte die Schule Holy Cross in Woollahra und studierte parallel dazu Piano am Musikkonservatorium von Sydney. Im Alter von 14 Jahren begann sie mit dem Schreiben ihres ersten Romanes. Jeden Morgen um 4 Uhr begann sie für zwei Stunden zu schreiben, bevor sie anschließend zur Schule ging. Der Roman wurde 1946 unter dem Titel This Other Eden veröffentlicht.
Nach ihrem zweiten Roman Dust in Sunlight zog sie nach England, wo sie mit All Else Is Folly, All Else Is Folly und Daughter of the House drei weitere Bestseller schrieb. Während dieser Zeit kümmerte sie sich um ihre kranke Schwester Moira, mit der sie später nach London zog. Für ihren sechsten Roman Sara Dane benötigte Gaskin zweieinhalb Jahre Recherche. Die Geschichte basierte auf dem wahren Leben von Mary Reibey, verkaufte sich weltweit über 2 Millionen Mal und war die Grundlage für die 1982 gedrehte gleichnamige australische Fernsehserie Sara Dane. Auch ihr 1965 erschienener Roman The File on Devlin wurde 1969 vom australischen Fernsehen verfilmt.
1955 lernte Gaskin ihren 21 Jahre älteren Mann Sol Cornberg, einen Fernsehproduzenten für den australischen Fernsehsender GTV, kennen. Sie heirateten in New York City und lebten über zehn Jahre lang in Manhattan. Anschließend lebten sie eine Weile in St. Thomas auf den Jungferninseln, bevor sie sich 1967 in Ballymacahara, nahe Rathnew in Irland niederließen. Daraufhin lebten sie ab 1981 auf Isle of Man. Mit The Charmed Circle erschien 1988 ihr letzter Roman. Da ihr Mann schwer krank war, gab sie die Schriftstellerei auf und kümmerte sich fortan um ihn. Als ihr Mann 1999 verstarb, kehrte sie nach Australien zurück, wo sie in Mosman lebte. Am 6. September 2009 verstarb Gaskin im Alter von 80 Jahren an den Folgen eines Ovarialkarzinoms. Sie selbst hatte keine Kinder und hinterließ zwei Stiefsöhne.

## Werke
| Erscheinungsjahr | Originaltitel                   | Jahr (Übersetzung) | Deutscher Titel                | Übersetzer                  |
| ---------------- | ------------------------------- | ------------------ | ------------------------------ | --------------------------- |
| 1946             | This Other Eden                 |                    |                                |                             |
| 1947             | With Every Year                 |                    |                                |                             |
| 1950             | Dust in Sunlight                |                    |                                |                             |
| 1951             | All Else Is Folly               | 1959               | Alles andere ist Torheit       | Hans Trausil Leonore Donant |
| 1952             | Daughter of the House           |                    |                                |                             |
| 1954             | Sara Dane                       | 1956               | Wie Sand am Meer               | Cilly Lutter                |
| 1958             | Blake's Reach                   | 1958               | Denn das Leben ist Liebe       | Hans Trausil Leonore Donant |
| 1960             | Corporation Wife                | 1961               | Wo du hingehst ...             | Iris Foerster Rolf Hellmut  |
| 1960             | Corporation Wife                | 1970               | Im Schatten ihrer Männer       | Iris Foerster Rolf Hellmut  |
| 1962             | I Know My Love                  | 1964               | Die grünäugige Lady            | Karin S. Krausskopf         |
| 1963             | The Tilsit Inheritance          | 1965               | Die englische Erbschaft        | Karin S. Krausskopf         |
| 1965             | The File On Devlin              | 1967               | Der Fall Devlin                | Karin S. Krausskopf         |
| 1967             | Edge of Glass                   | 1972               | Glück und Glas                 | Renate Nauck                |
| 1970             | Fiona                           | 1979               | Feuer im Paradies              | Cilly Lutter                |
| 1972             | A Falcon for a Queen            | 1974               | Ein Falke für die Königin      | Susanne Lepsius             |
| 1974             | The Property of a Gentleman     | 1975               | Ein Windspiel im Nebel         | Susanne Lepsius             |
| 1974             | The Property of a Gentleman     | 2005               | Das Geheimnis des Herrenhauses | Susanne Lepsius             |
| 1975             | The Lynmara Legacy              | 1976               | Lynmara                        | Gisela Kirberg              |
| 1975             | The Lynmara Legacy              | 1979               | Liebe auf Schloss Lynmara      | Gisela Kirberg              |
| 1977             | The Summer of the Spanish Woman | 1978               | Das Erbe der Marquesa          | Susanne Lepsius             |
| 1980             | Family Affairs                  | 1980               | Das Familiengeheimnis          | Susanne Lepsius             |
| 1982             | Promises                        | 1983               | Das grosse Versprechen         | Susanne Lepsius             |
| 1985             | The Ambassador's Women          | 1987               | Die Stunde der Wahrheit        | Susanne Lepsius             |
| 1988             | The Charmed Circle              | 1989               | Die Stürme des Lebens          | Susanne Lepsius             |